# Journées sanglantes de Fès

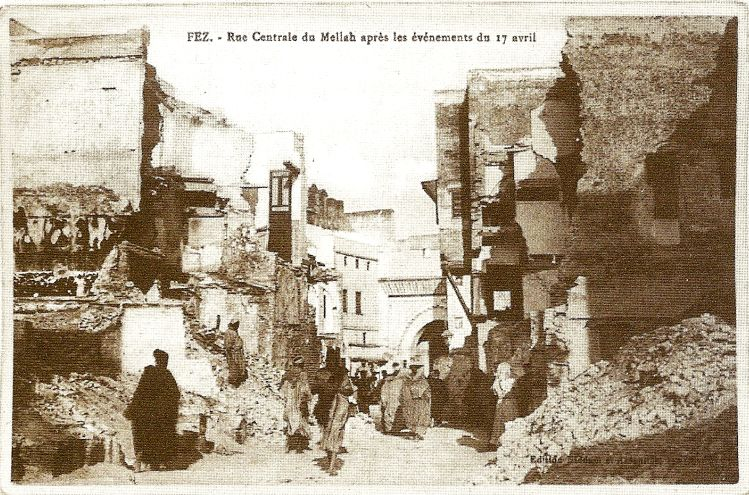
La rue centrale du mellah de Fès, après les événements du 17 avril 1912.

Les journées sanglantes de Fès sont les émeutes survenues dans cette ville à la suite de la signature du traité de Fès de 1912 qui instaure le protectorat français sur le Maroc.

## Origine et déroulement

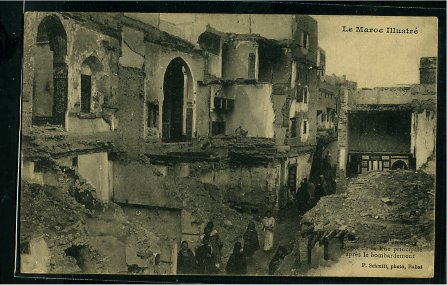
Aspect de la rue principale après le bombardement de 1912.

Peu avant les émeutes, la population de Fès apprend la signature du traité le 30 mars 1912, et y voit majoritairement une trahison du sultan  Abdelhafidh qui s'était d'ailleurs rendu à Rabat par peur pour sa sécurité. Après les émeutes, il est contraint d'abdiquer en faveur de son frère, Youssef.
En dépit des alertes concernant un soulèvement, le gros des troupes françaises quitte Fès, ne laissant que 1 500 soldats Français, et 5 000 marocains sous commandement français. Au matin du 17 avril, les officiers français annoncent la nouvelle situation à leurs troupes marocaines, et de nombreuses unités se mutinent, provoquant le chaos.
Les soldats attaquent leurs officiers français, puis quittent leurs casernes et s'en prennent aux quartiers européens et juifs (mellah) de la ville. L'artillerie française est alors utilisée pour contraindre les rebelles à la reddition, ce qui se produit après deux jours. Le bilan est lourd, avec environ 600 morts chez les rebelles et la population civile marocaine musulmane, 42 Marocains juifs et 66 Européens .
La rébellion est décrite par le journaliste  Hubert Jacques du journal Le Matin, et par un ami personnel du résident général Hubert Lyautey. Le rapport est très critique à l'égard d'Eugène Regnault.
Léopold Justinard (surnommé le « capitaine chleuh »), qui échappa au massacre grâce à  la fidélité de ses soldats, donne un point de vue intéressant qui complète celle d'Hubert Jacques. Au début de l'insurrection, l'officier français et ses hommes étaient casernés à Tamdert, près de Bab Ftouh.